# Abu-Rakwa
Al-Walid ibn Hixam (àrab: الوليد بن هشام, al-Walīd b. Hixām), conegut pel sobrenom d'Abu-Rakwa (àrab: أبو ركوة, Abū Rakwa; ‘el de la Carabassa’), fou un pretendent al califat que es reclamava com a príncep omeia i es va revoltar contra el califa fatimita al-Hàkim. En realitat sembla que només era un àrab cordovès que havia donat classes a Kairuan (Tunísia) i a Fustat (Egipte) i que va entrar al servei del clan Banu Qurra, dels Banu Hilal, que tenien les seves pastures a la Cirenaica, al sud-est de la ciutat de Barka, la moderna al-Mardj; va ensenyar a llegir i escriure als infants dels clan.
Quan el 1004 va esclatar un conflicte entre els Banu Qurra i els fatimites, Abu-Rakwa, que llavors estava a la vintena d'anys, va agafar la direcció de la revolta i es va fer passar per un descendent del califa omeia cordovès Abd-ar-Rahman III i a finals de març de 1005 va adoptar el títol califal d'amir al-muminín i el nom de regne d'an-Nàssir li-din-Al·lah («el vencedor per la religió de Déu») que havia portat el seu suposat ancestre Abd-ar-Rahman III; es va declarar defensor del sunnisme contra els xiïtes; als Banu Qurra, dirigits per Mahdí ibn Muqàrrab van rebre el suport dels amazics zenetes, mazates i luwates; la ciutat de Barca fou assetjada durant cinc mesos i un exèrcit fatimita de socors, dirigit pel general turc Yinal at-Tawil, va ser derrotat pels rebels; la guarnició fatimita assetjada va haver d'abandonar finalment la ciutat de Barca (setembre del 1005).
El 1006 les bandes rebels es van dirigir a Egipte i l'avantguarda va derrotar un contingent fatimita prop de l'Alamein i va avançar cap a Alexandria, però com que estava sòlidament fortificada, Abu-Rakwa va llençar les seves forces cap al sud; els fatimites controlaven el pont de Guiza i els rebels van haver d'avançar pel desert per arribar a l'oasi del Faium; llavors els fatimites, dirigits pel general al-Fadl ibn Sàlih els va atacar i els va derrotar Ras al-Birka (30 d'agost del 1006). Abu-Rakwa va fugir a Núbia, on es va refugiar a un monestir cristià, però el rei nubi el va lliurar a al-Hàkim a canvi d'un rescat considerable; fou portat al Caire, on fou executat el març de 1007.
La seva carrera va anar acompanyada de l'aparició d'un cometa (que també es va veure a Europa) de maig a agost del 1006, i va desaparèixer després; la superstició popular va lligar l'aparició i desaparició del cometa a la d'Abu-Rakwa.